# Entoloma abortivum
Entoloma abortivum är en svampart som först beskrevs av Berk. & M.A. Curtis, och fick sitt nu gällande namn av Donk 1949. Entoloma abortivum ingår i släktet Entoloma och familjen Entolomataceae.   Inga underarter finns listade i Catalogue of Life.

## Källor

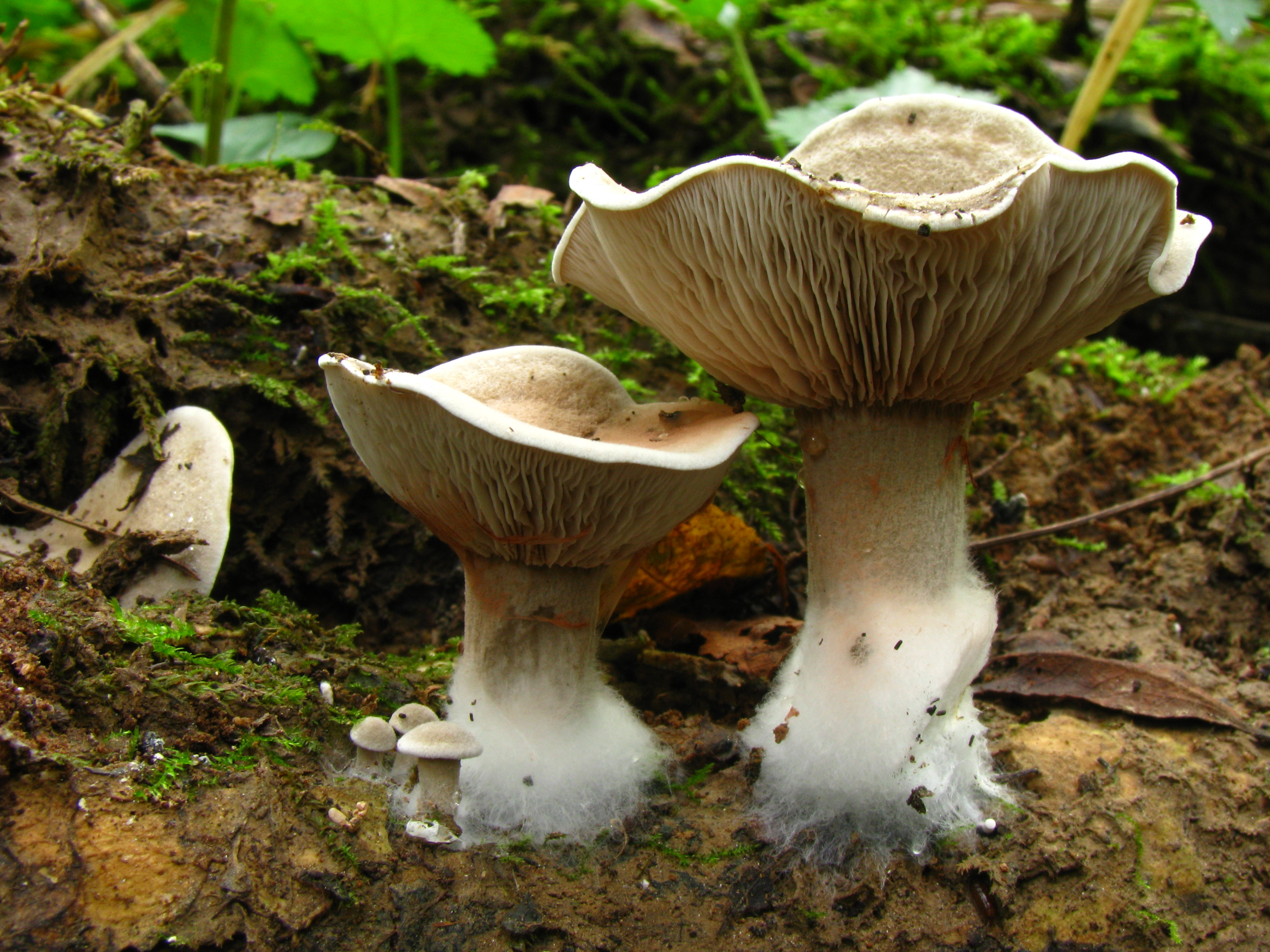
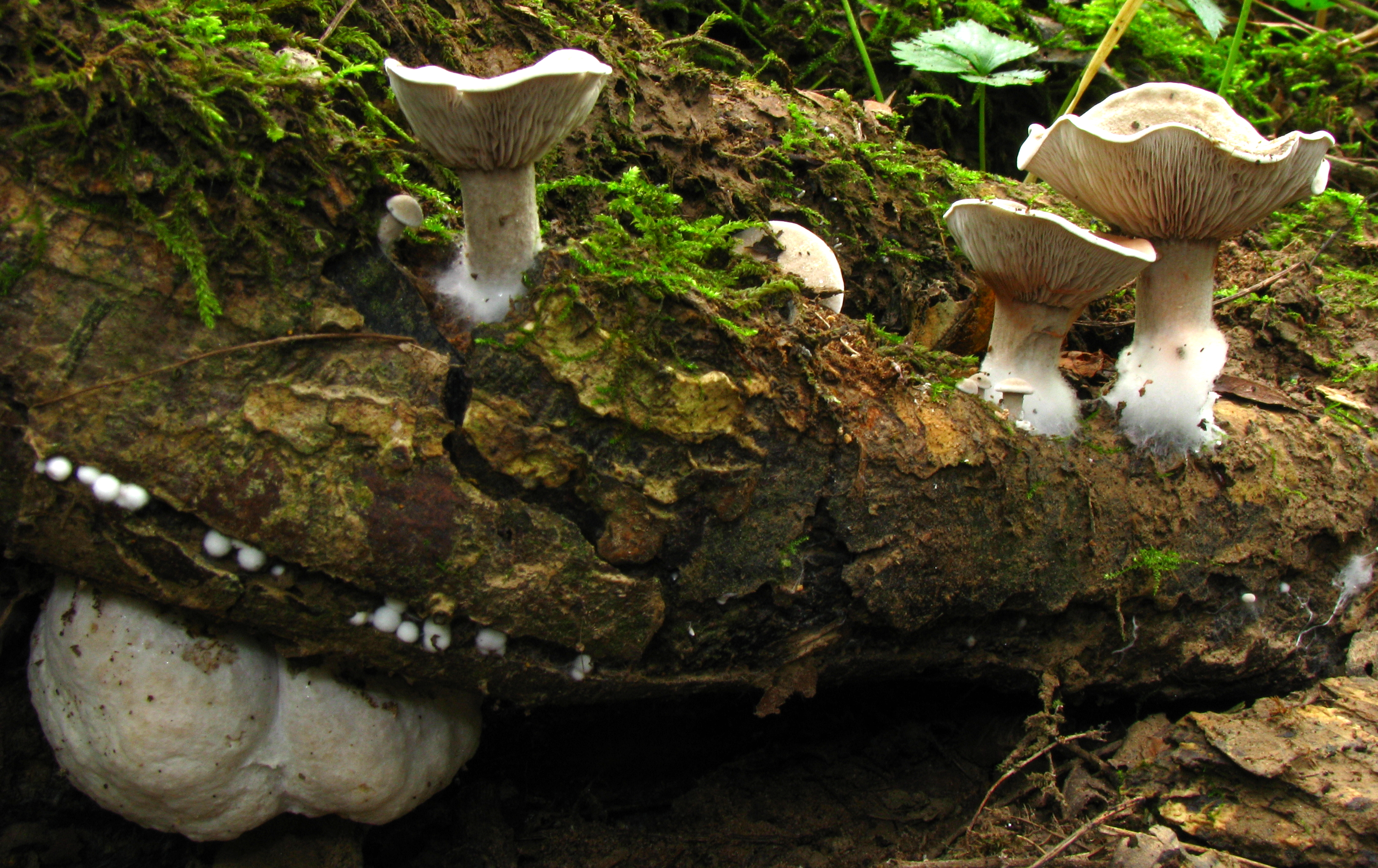
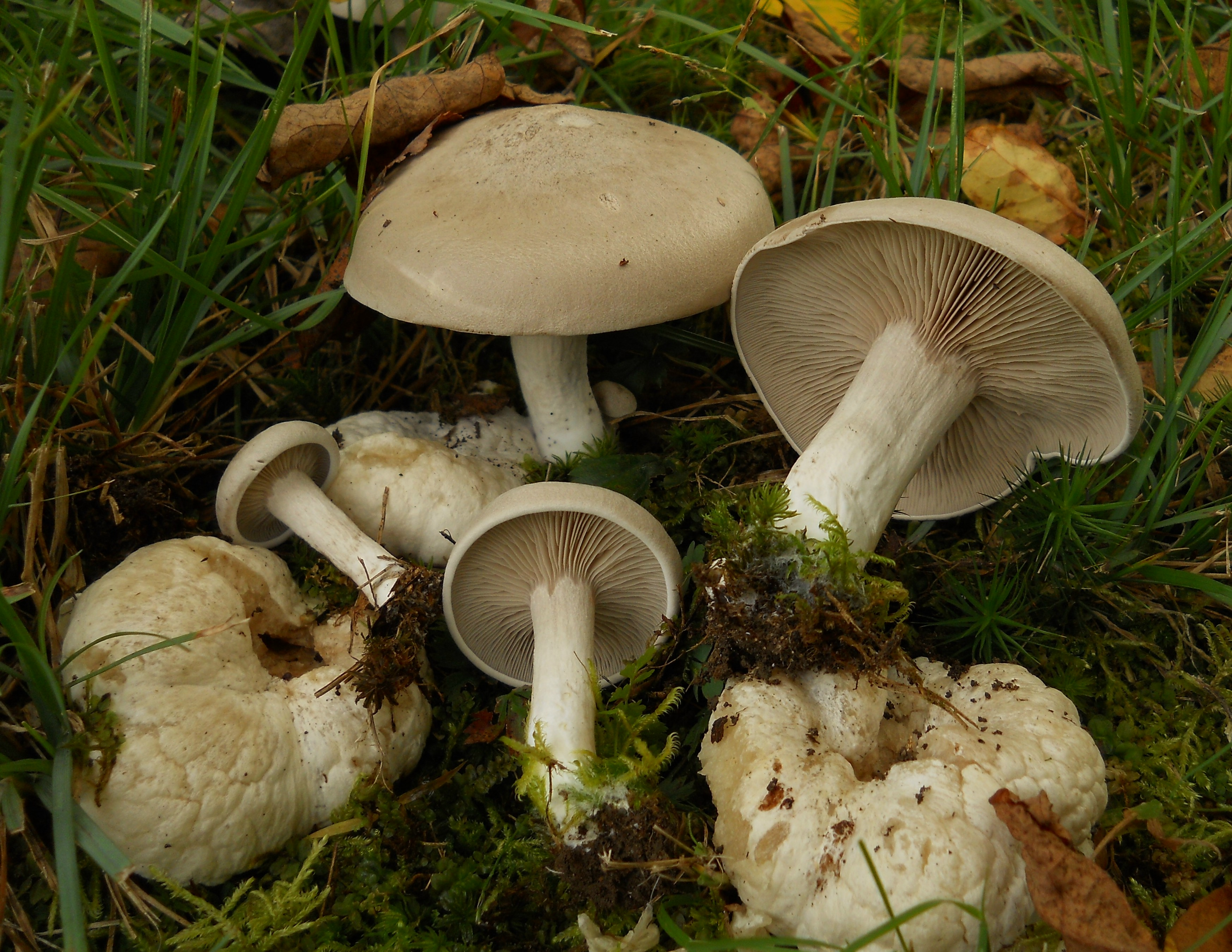
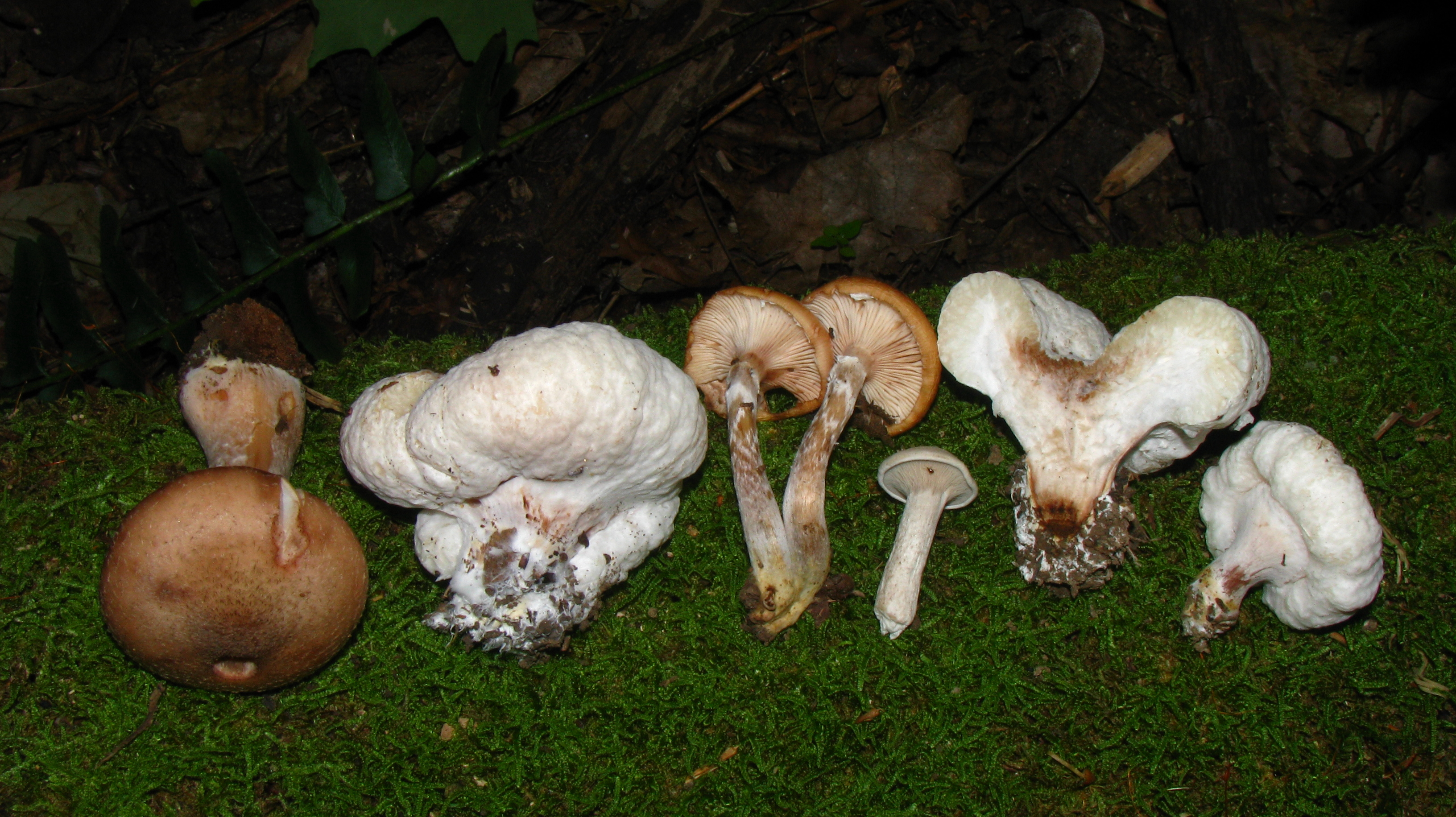
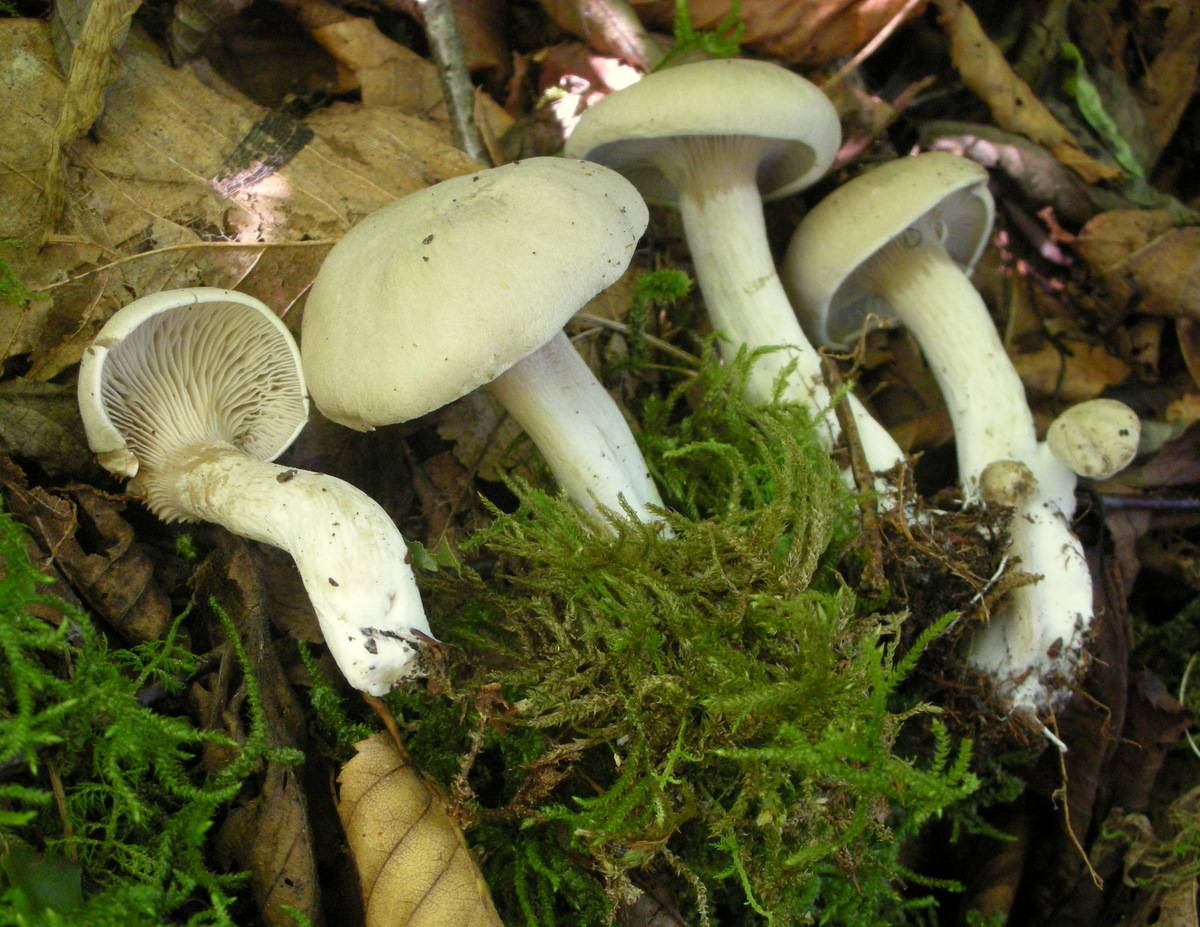
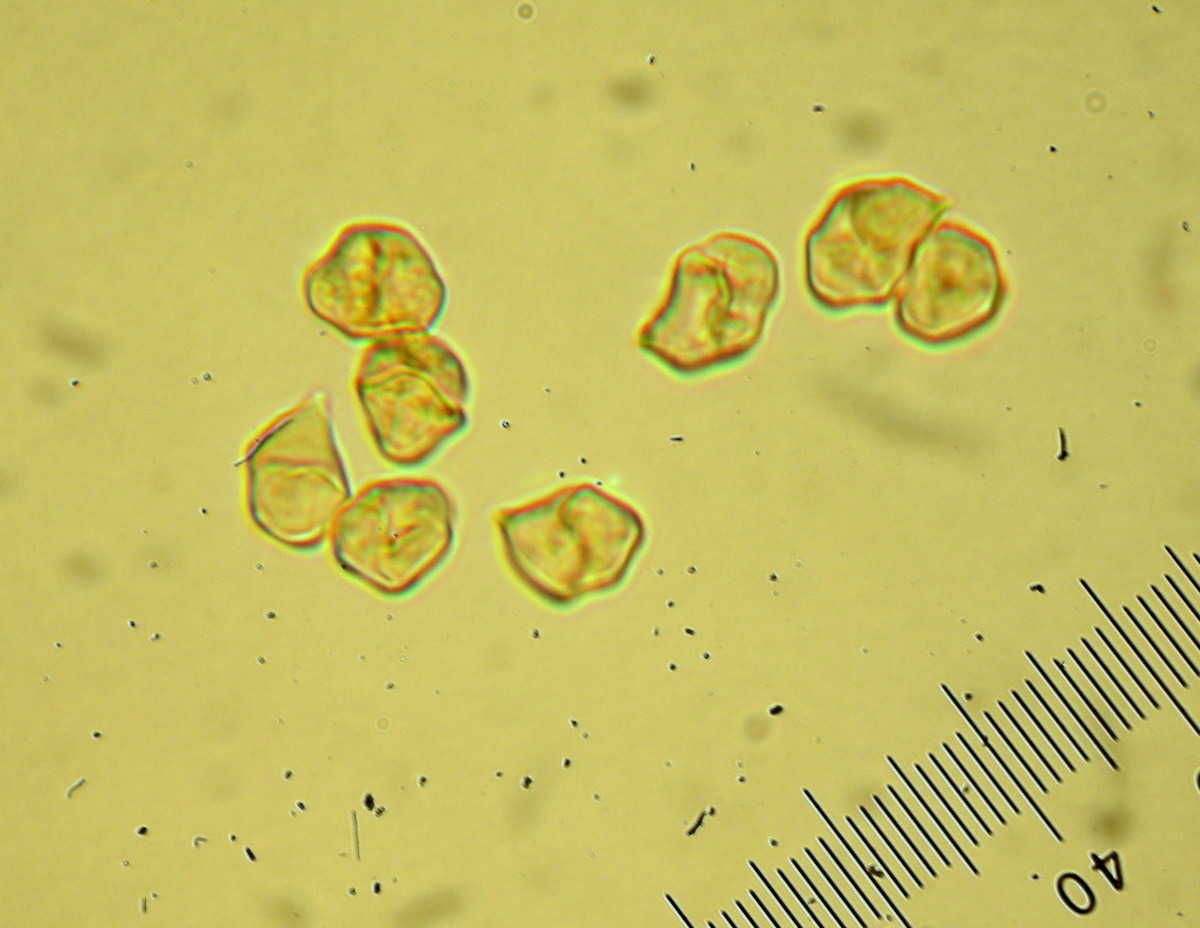
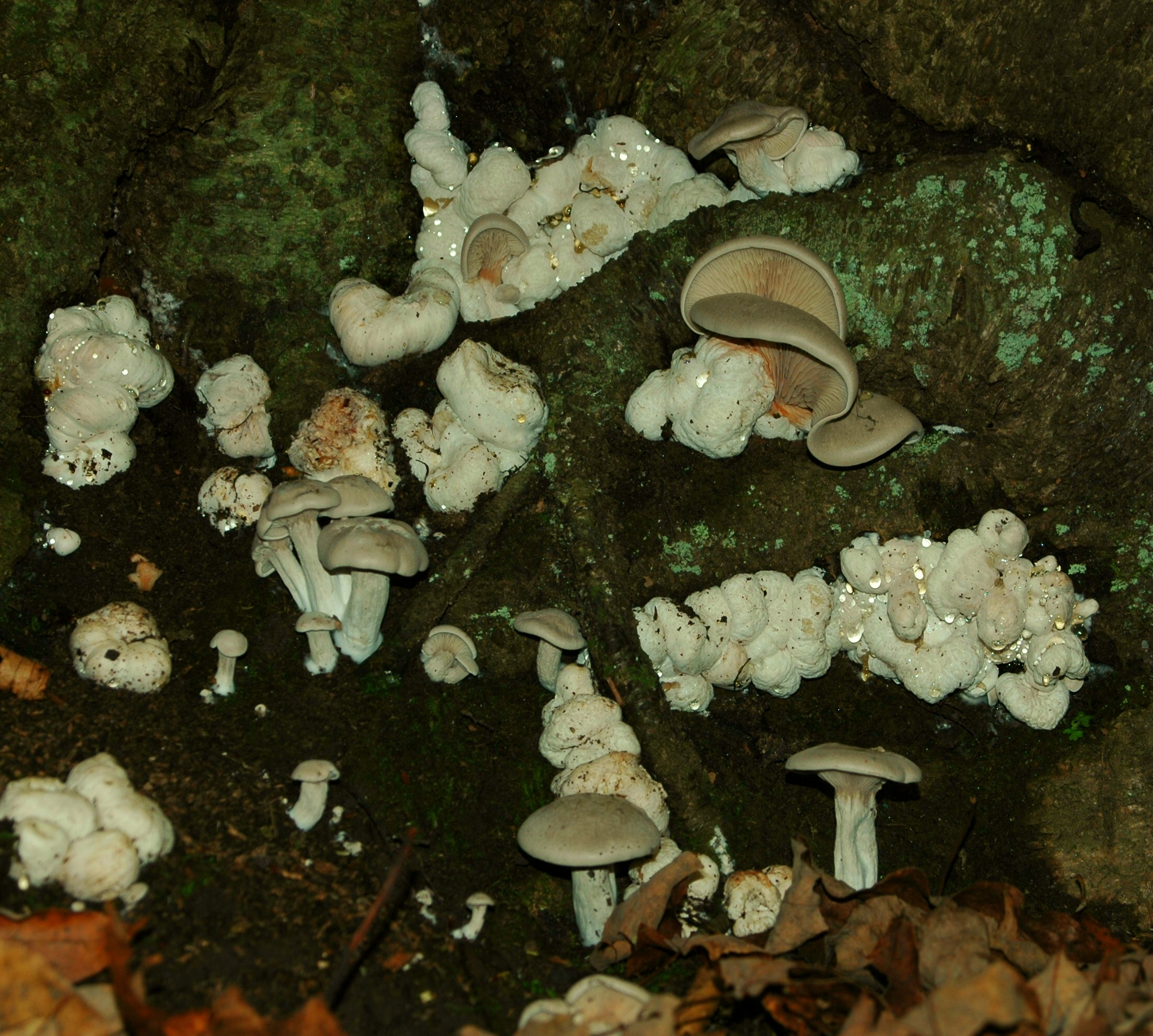
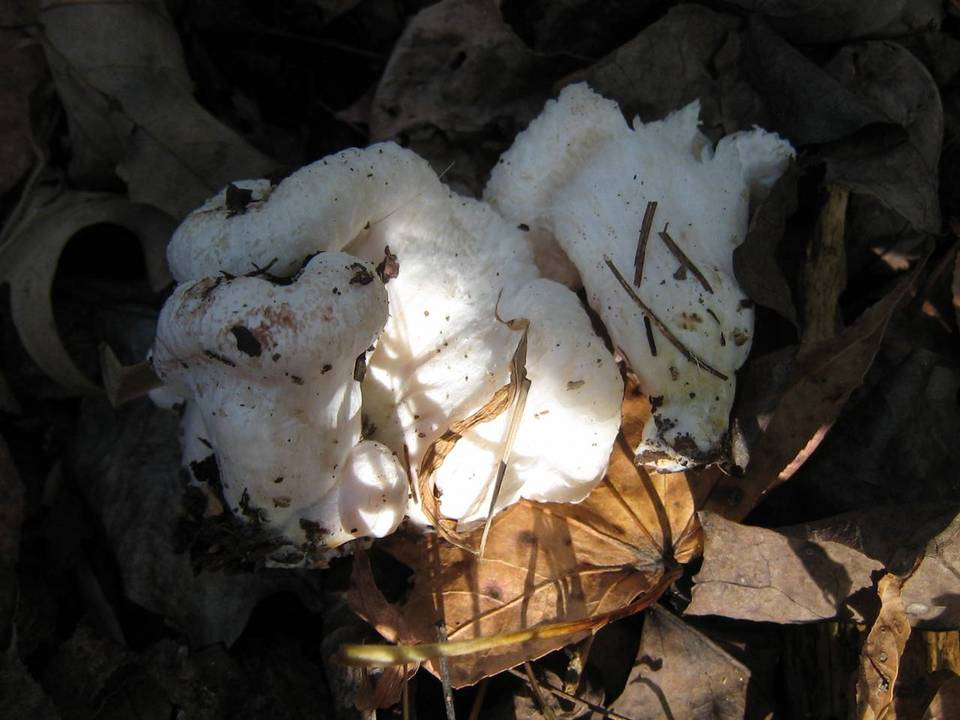